# Richard Temple
Pour les articles homonymes, voir Temple (homonymie).
Richard Temple (8 mars 1826 – 15 mars 1902), 1er baronnet, est un haut fonctionnaire et diplomate britannique.

## Biographie
Il fait ses études au Rugby et au Hailesbury College avant d'entrer au sein de la diplomatie aux Indes britanniques en 1848. Après avoir détenu plusieurs postes d'administrateurs, il est successivement ministre des Finances aux Indes (1868), gouverneur général du Bengale en 1874, puis lieutenant-gouverneur de Bombay de 1877 à 1880. Retournant à Londres, il est aussi député à la Chambre des communes de 1885 à 1895.
En 1877, il fait importer de grandes quantités de riz depuis la Birmanie afin de faire reculer la famine en Inde. Pourtant, sa politique lui vaut des réprimandes du gouvernement britannique et des articles dépréciateurs de la revue The Economist qui lui reproche d'encourager les Indiens à la paresse en les laissant penser que le gouvernement doit intervenir pour les sauver. Il change alors radicalement d'attitude et laisse mourir de faim des groupes de personnes pour observer leur comportement.
Les conditions de vie dans les camps de travail qu'il met en place sont particulièrement éprouvantes : la consommation de calories par détenu y est plus faible que dans le camp nazi de Buchenwald ouvert 70 ans plus tard.
Grand voyageur, il publia de nombreux ouvrages sur ses expéditions ou sur l'Inde, ainsi que sur ses expériences d'administrateur public. Richard Temple est devenu membre de la Royal Society le 12 mars 1896.